# Mimecyroschema tuberculipenne
Mimecyroschema tuberculipenne är en skalbaggsart som beskrevs av Stefan von Breuning 1969. Mimecyroschema tuberculipenne ingår i släktet Mimecyroschema och familjen långhorningar. Inga underarter finns listade i Catalogue of Life.